# Synagogue de Mulhouse
La synagogue de Mulhouse est le principal lieu de culte juif de la ville de Mulhouse. Construite d'après les plans de l'architecte Jean-Baptiste Schacre, elle a été inaugurée en 1849.
L'édifice fait l'objet d'un classement au titre des monuments historiques depuis 1984.

## Histoire

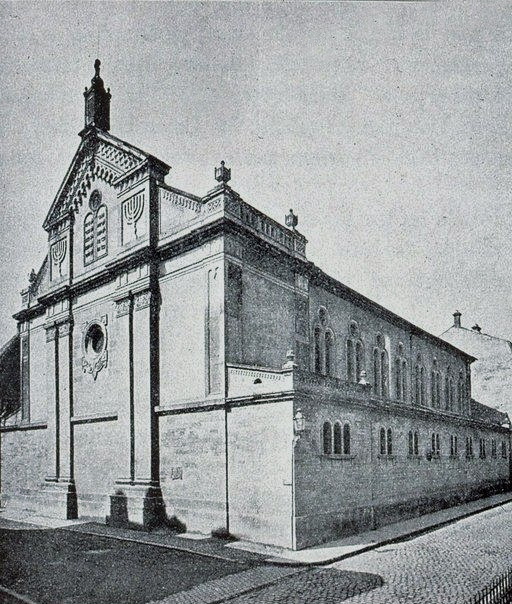
La synagogue (1902).

Au début du XIXe siècle, la communauté israélite de Mulhouse ne dispose que d'un oratoire particulier. En 1821, une petite synagogue est installée dans un bâtiment de la rue Sainte-Claire. Mais cette synagogue s'avère insuffisante pour accueillir convenablement tous les fidèles. La construction d'un nouveau « temple israélite » près du Bollwerk est envisagée en 1839-1840, mais les polémiques suscitées par le choix de l'emplacement (près d'un abattoir) et les dissensions au sein de la communauté juive locale font échouer le projet.
En 1846, la communauté rachète un terrain de l'ancien hôpital pour y bâtir la nouvelle synagogue. Ayant bénéficié d'une subvention de la municipalité, le projet est confié à l'architecte municipal Jean-Baptiste Schacre. Entrepris en 1847, les travaux sont interrompus au bout de quelques mois par la faillite et la fuite de l'entrepreneur. Les frais causés par ce contretemps entraînent l'abandon de la construction d'une coupole, le remplacement de la voûte en berceau de la nef par un plafond à caissons, ainsi que de nombreuses modifications de détail. Achevé en 1848-1849, l'édifice est inauguré le 13 décembre 1849.
De structure plutôt néoclassique, la nouvelle synagogue est remarquable pour son décor riche en allusions au culte israélite (tables de la Loi sur le fronton du chevet et dans les acrotères, menorahs en bas-relief).
Au début du XXe siècle, deux portes latérales sont percées dans la façade du chevet, et un grand escalier donnant accès aux tribunes est construit par l'architecte Heinrich Joerg.
Pendant la Seconde Guerre mondiale, l'édifice est endommagé par les Nazis mais sauvé de la destruction par sa transformation en annexe du théâtre. Rendue au culte après la Libération, la synagogue est restaurée une première fois.
En avril 2010, un incendie provoqué par une défaillance électrique détruit une grande partie de la toiture ainsi que l'orgue et provoque de nombreux autres dégâts. Après restauration, la synagogue est inaugurée le 2 septembre 2012 en présence du ministre de l'Intérieur, Manuel Valls, et du Grand-rabbin de France, Gilles Bernheim.